# Štoparski vodnik po Galaksiji
Štoparski vodnik po Galaksiji (angleško The Hitchhiker's Guide to the Galaxy; izdana 1979) je bila prva knjiga Douglasa Adamsa iz serije petih knjig istoimenske zbirke. Sam se ni zavedal, kakšen uspeh bo knjiga doživela in s to knjigo je Adams dobesedno zaslovel čez noč.
Posebnost knjige so premeteni in izredno duhoviti dialogi in druge domislice, katerih je polna.
Po knjigi je posnet tudi film Štoparski vodnik po Galaksiji.

## Kratka vsebina
Arthur Dent, tipičen Anglež, se nekega četrtka zbudi zmačkan, po tem, ko je prejšnji dan ugotovil, da mu hočejo porušiti hišo, da bi naredili prostor za obvoznico. Med tem ko poskuša to preprečiti, ga prijatelj Ford Prefect povabi v bližnjo gostilno, kjer mu razkrije, da bo Zemlja kmalu uničena zaradi gradnje hiperprostorske obvoznice. 
V nekaj trenutkih se Arthurjevo življenje obrne na glavo, prijatelj za katerega je menil, da je iz Guildforda, je v resnici z nekega malega planeta v bližini Betelgeze, dopisnik elekronske knjige Štoparski vodnik po Galaksiji in zna štopati vesoljske ladje. Tako "naštopata" eno od ladij vogonskega gradbenega ladjevja, tik preden Vogoni uničijo Zemljo.
Ker Vogoni ne marajo štoparjev, jima preden ju vržejo z ladje, kapitan Vogon Jeltz prebere nekaj svojih pesmi. Čeprav je verjetnost, da v vesolju preživita, praktično nič, ju pred gotovo smrtjo reši najbolj neverjetna ladja v znanem vesolju - vesoljska ladja Zlato srce, ki deluje na neverjetnosti pogon. 
Na njej sta Fordov stari prijatelj in predsednik Galaksije Zaphod Beeblebrox, ki je ladjo ravnokar ukradel, ter Arthurjeva znanka z Zemlje Trillian, katere telefonska številka je enaka verjetnosti preživetja Arthurja in Forda - 2 na 276.709 proti 1.
Na krovu pa je tudi Marvin, robot z vgrajeno PČO (pravo človeško osebnostjo). Je depresiven in spravlja v slabo voljo tudi vse okrog sebe. Ima »možgane v velikosti planeta«, vendar ga uporabljajo za najpreprostejše naloge, kar ga še bolj zamori. S pomočjo ladijskega računalnika Edija, ki vse spravlja ob živce, najdejo bajeslovni planet Magratejo, kjer naj bi izdelovali planete. Tam odkrijejo, da je Zemlja nastala po naročilu miši in da so miši tudi upravljale z njo.
Bila naj bi ogromen računalnik, ki išče vprašanje na dokončen odgovor o vesolju, življenju in sploh vsem. Tik pred odkritjem vprašanja pa so Zemljo uničili. Del tega računalnika so tudi živa bitja. Med njimi je Arthur edini preživel, zato naj bi bilo vprašanje zapisano v njegovih možganih. Miši, ki imajo še nekaj upanja, da odkrijejo vprašanje, zato hočejo njegove možgane, v zameno pa mu ponudijo umetne. To jim prepreči policija, ki vdre na Magratejo in išče Zaphoda ter Zlato srce. Aretacijo prepreči Marvin, ki se poveže s policijsko ladjo, da bi se pogovarjal z njo, vendar jo s tem pripravi do samomora..